# Amphilimna valida
Amphilimna valida is een slangster uit de familie Amphiuridae.
De wetenschappelijke naam van de soort werd in 1939 gepubliceerd door Hubert Lyman Clark.